# 권윤경
권윤경(본명: 권순덕, 1959년 2월 ~ )은 대한민국의 가수이다.
현재 거주지는 서울특별시이다.

## 학력
- 정화여자고등학교 졸업

## 데뷔
- 1994년 1집 앨범 "서울 부르스"

## 음반
- 1994년 1집 서울 부르스
- 1998년 인동초 사랑
- 2002년 어느 날의 로맨스
- 2005년 명성황후
- 2009년 바보 카페노래 모음
- 2016년 단양팔경
- 2017년 모르쇠 / 순실아 왜 그랬니
- 2018년 퍼즐같은 인생 / 짜르르르